# Festina
A Festina óragyártó vállalat, és óramárkanév.

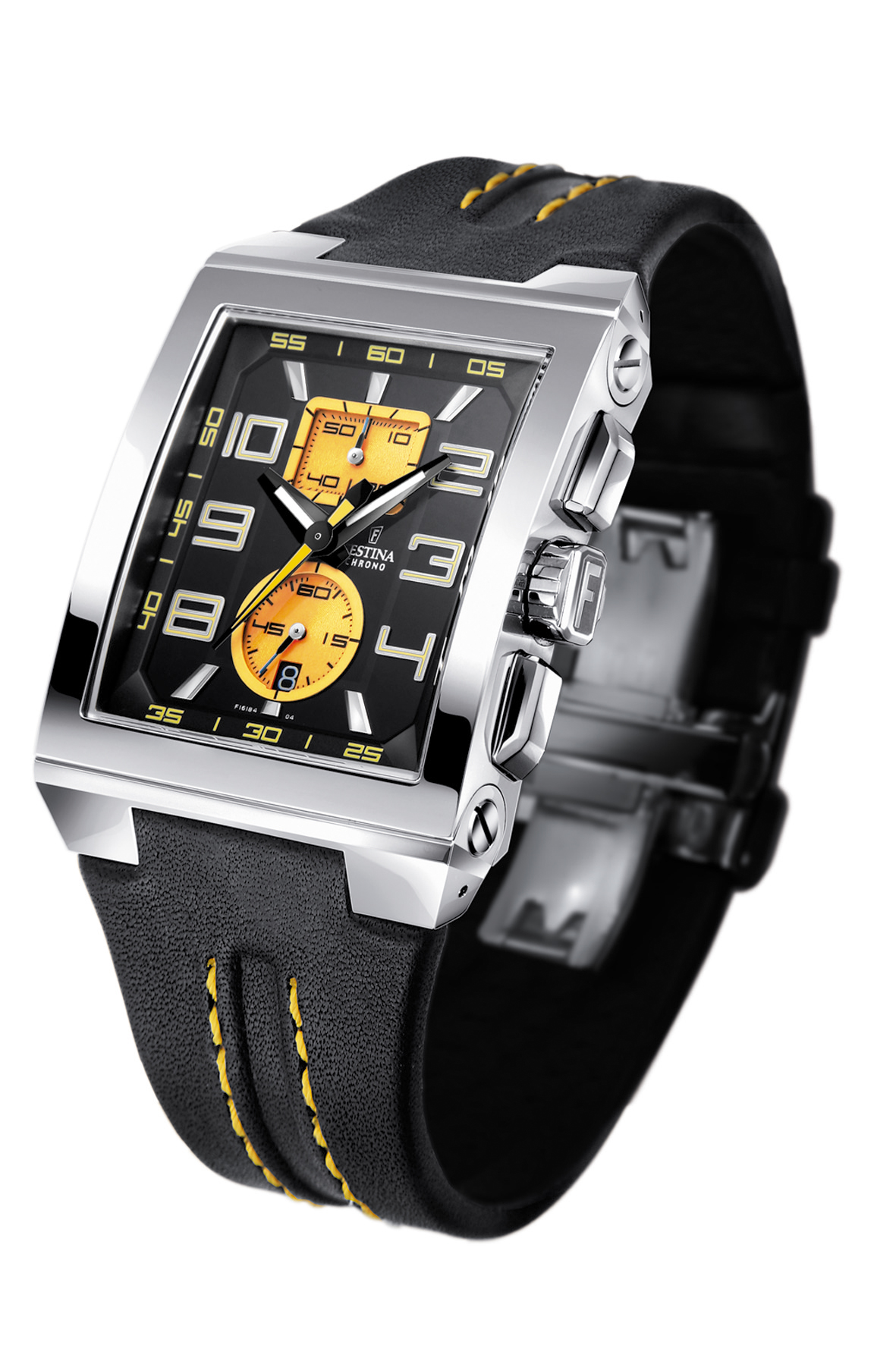
Festina F16184 óra

## Története
A svájci La Chaux-de-Fonds-i kis óramanufaktúrában készítették az első Festina márkanévvel ellátott karórát 1902-ben, tehát egy Svájcban bejegyzett óramárkáról beszélhetünk. A manufaktúra az ezt követő közel 100 évben nagyon nagy pontosságú svájci mechanikus automata óráiról volt híres.
Az olcsó japán quartz órák megjelenése okozta válság következtében a Festina kénytelen volt újra gondolni a stratégiáját és 1984-ben eladta a márkát a spanyol üzletembernek Miguel Rodrigeznek, aki ekkor már az általa alapított Lotus óramárkával jelen volt a spanyol piacon. A felvásárlás után jött létre a Festina Lotus SA. holding.
A cégcsoport székhelye így logikus módon Barcelona lett, a svájci órásmesterek által képviselt precizitás, lelkiismeretesség továbbra is alapvető követelmény volt a dél európai dinamizmussal megtervezett Festina órák esetén, de a belsejükben már az új, japán quartz “szív” dobogott.
Jelenleg a Festina órák a cégcsoport saját, távol keleti gyárában készülnek, a svájci követelményrendszerrel azonos paraméterekkel, ezt egy egyszerű példával úgy tudnánk leírni, mint ahogy a gépjárműiparban is egyes márkák különböző országokba telepítik a gyártásukat, de a földrajzi koordinátáktól függetlenül azonos, az adott márka követelményrendszerének megfelelő, magas minőségű termékek kell, hogy a gyár kapuját elhagyják.

## Jelmondata
A cég jelmondata: 'Festina Lente' (Siess lassan). A paradoxnak tűnő kifejezés – vélhetően – Desiderius Eresmus Adagia című művének az egyik fejezetcímére is utal.

## A Festina csoport tagjai
- Lotus
- Festina
- Calypso
- Candino
- Jaguar
- Perrelet[2]

## Szponzori tevékenysége

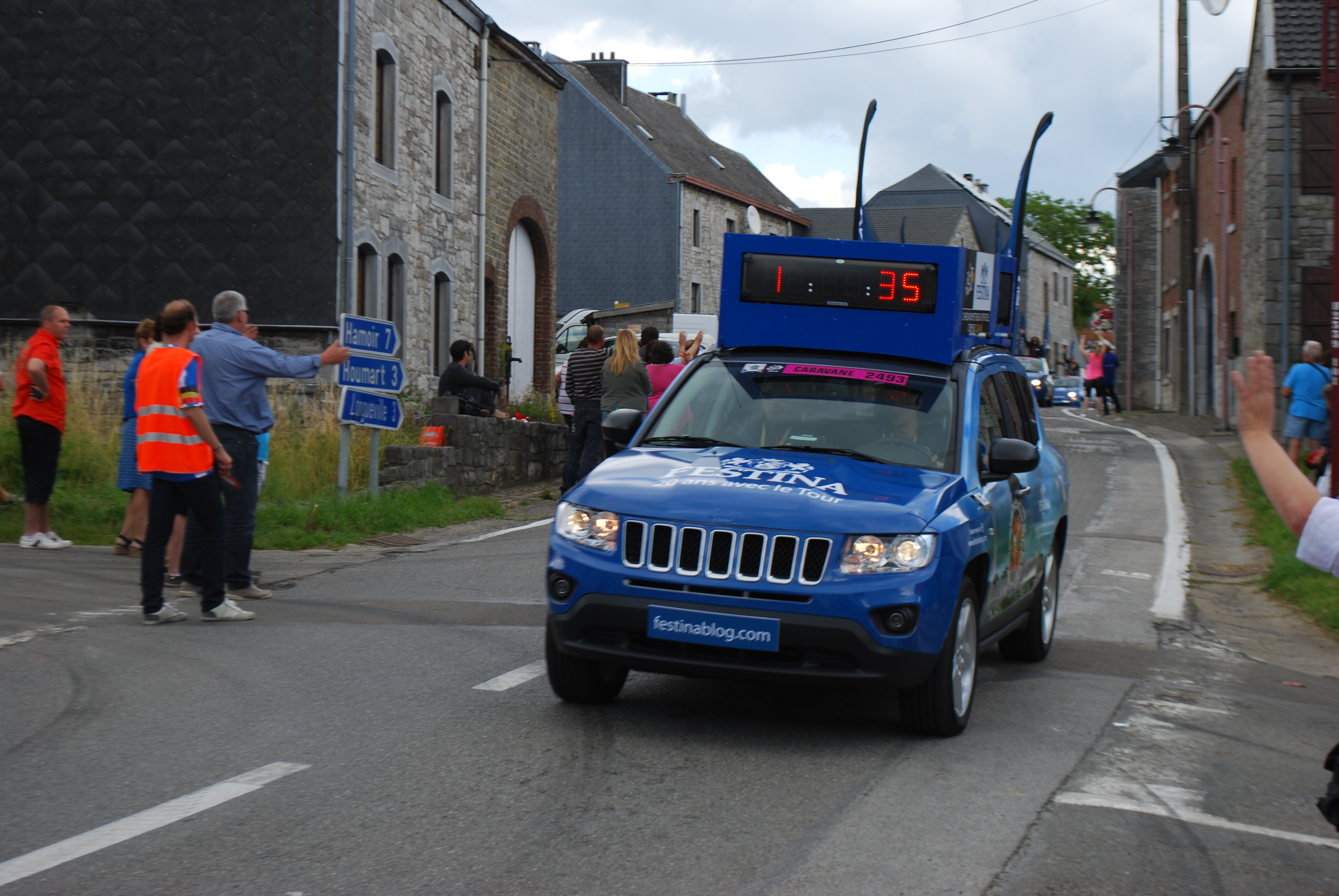
Festina-autó a Tour de France-on

A Festina a következő sportesemények hivatalos időmérője:
- Tour de France
- Tour de Suisse
- Tour de Romandie

1989 és 2001 között a Festina szponzorálta a Festina cycling team kerékpáros csapatot. Az 1998-as Tour de France-on a csapat dopping-botrány főszereplője volt, mely Festina-ügyként híresült el. Ennek reakciójaként a kerékpáros csapatot újraszervezték, és a Festina létrehozta a ‘Fondation d’Entreprise Festina’ alapítványt, melynek  fő missziója a harc a dopping ellen.

## Fordítás
- Ez a szócikk részben vagy egészben  a   Festina című angol Wikipédia-szócikk fordításán alapul.  Az eredeti cikk szerkesztőit annak laptörténete sorolja fel. Ez a jelzés csupán a megfogalmazás eredetét és a szerzői jogokat jelzi, nem szolgál a cikkben szereplő információk forrásmegjelöléseként.